# Doak VZ-4

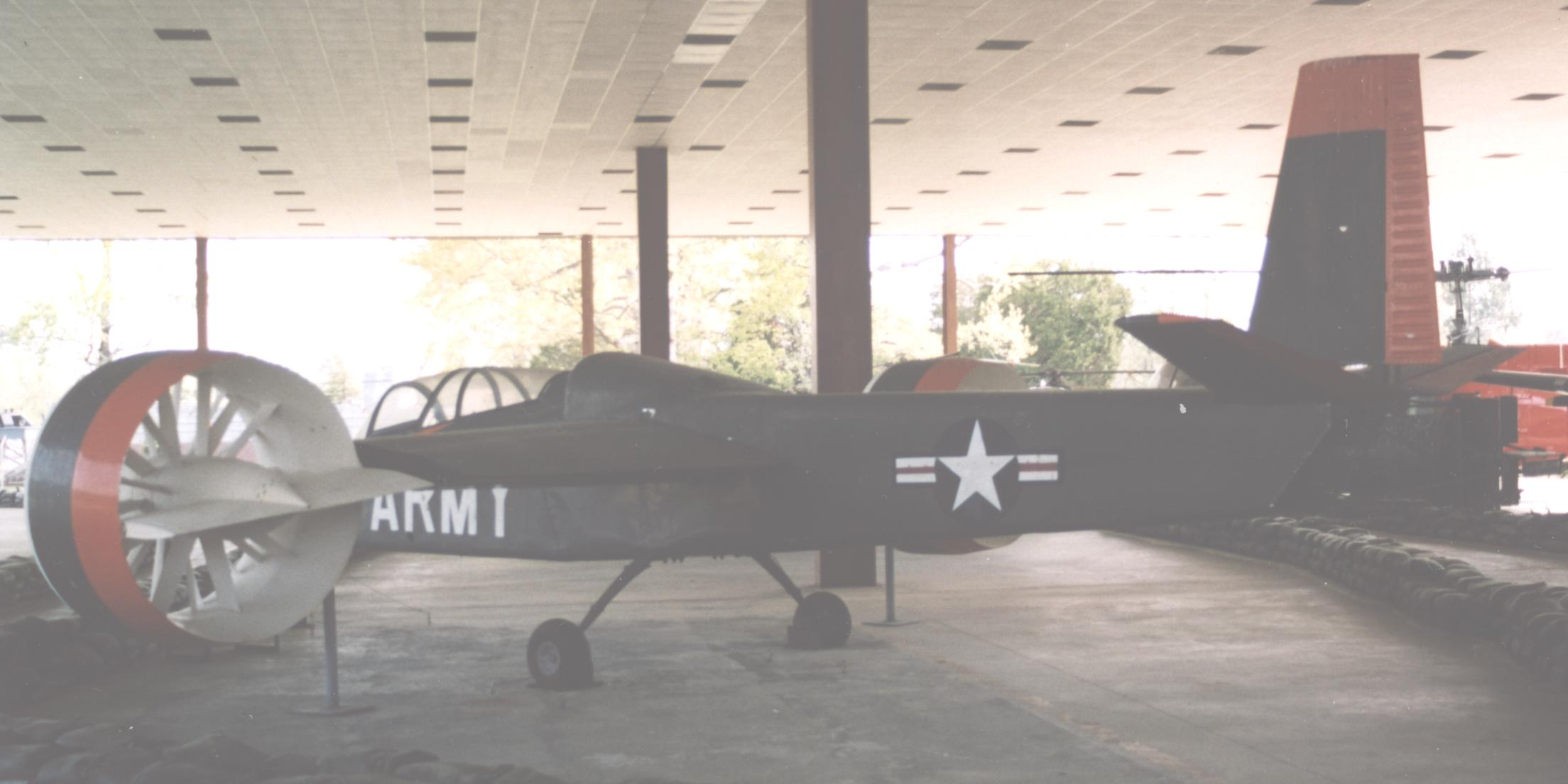
Doak VZ-4 в музее в Форт Юстис, Вирджиния, апрель 2004 года

Doak VZ-4 (Doak Модель 16) — экспериментальный американский армейский конвертоплан 1950-х.
Изначально использовал турбовинтовые двигатели Ликоминг YT53 вальной мощностью 840 л. с., позднее заменённых на 1000-сильные турбинные агрегаты Ликоминг T53-L-1. Турбины размещались в кольцевых каналах, что придавало самолёту достаточно необычный вид.
Выпущен один экземпляр, серийный номер 56-9642 в настоящее время находится на экспозиции Музея транспорта Армии США в Форт Юстис, VA.

## Операторы
США
- NASA
- Армия США

## Лётно-технические характеристики
Технические характеристики
- Экипаж: 2 чел.
- Длина: 9,75 м
- Размах крыла: 7,77 м
- Высота: 3,05 м
- Площадь крыла: 8,92 м²
- Масса пустого: 780 кг
- Нормальная взлётная масса: 1452 кг
- Силовая установка: 1 × ПД Lycoming YT53
- Мощность двигателей: 1 × 860 л. с.

Лётные характеристики
- Максимальная скорость: 370 км/ч
- Практическая дальность: 370 км
- Практический потолок: 1830 м